# Proteuxoa epiplecta
Proteuxoa epiplecta är en fjärilsart som beskrevs av Achille Guenée 1868. Proteuxoa epiplecta ingår i släktet Proteuxoa och familjen nattflyn. Inga underarter finns listade i Catalogue of Life.